# Förutbetald kostnad
Förutbetald kostnad är en bokföringsterm som avser utgifter för ej förbrukade resurser och ej utnyttjade tjänster i enlighet med leverantörsfakturor som utgör tillgångar i en redovisningsenhet.
En redovisningsenhet gör löpande under bokföringsåret eller i samband med bokslutet periodiseringar för förutbetalda kostnader så att resultaträkningen enbart omfattar kostnader för förbrukade resurser och utnyttjade tjänster.
Förutbetalda kostnader kallas också för interimsfordringar och avser normalt resurser och tjänster som har fakturerats i förskott. Lokalhyra och premier för försäkringar är exempel på utgifter som faktureras i förskott och som periodiseras som förutbetalda kostnader.
En kostnad motsvarar det verkliga värdet av förbrukade resurser och utnyttjade tjänster under en redovisningsperiod och därför kan inte utgifter som faktureras i förskott redovisas som kostnader innan resurser har förbrukats eller tjänster har utnyttjats.